# Cymbidium canaliculatum
Cymbidium canaliculatum R.Br. 1833, es una especie de orquídea epífita. Es originaria de Australia

## Descripción
Es una especie de orquídea de gran tamaño, que prefiere clima cálido, es epífita con pseudobulbo de color gris verde, estrecho, elipsoide  envuelto por varias vainas basales que tienen  de 2 a 6 hojas, lineales, erectas, rígidas, y con ranuras. Florece sobre una inflorescencia basal, arqueda, con 45 cm de largo, llena de muchas flores pequeñas,  en forma de racimo con frecuencia con más de una inflorescencia por pseudobulbo, dando lugar a  flores cerosas, de color variable, fragantes de 4 cm de longitud, se pueden encontrar cada vez más a pleno sol y en condiciones secas. La floración se produce en la primavera.

## Distribución y hábitat
Se encuentra en el Territorio del Norte, Australia Occidental, Queensland y Nueva Gales del Sur en los bosques esclerófilos  en los huecos de las ramas en alturas de 5 a 900 metros  metros. 

## Taxonomía
Cymbidium canaliculatum fue descrita por Robert Brown  y publicado en Prodromus Florae Novae Hollandiae 331. 1810.
Etimología
Cymbidium: nombre genérico que deriva de la palabra griega kumbos, que significa "agujero, cavidad".  Este se refiere a la forma de la base del labio. Según otros estudiosos derivaría del griego Kimbe = "barco" por la forma de barco que asume el labelo.
canaliculatum: epíteto latino que significa "acanalado".
Sinonimia
- Cymbidium hillii F. Muell. ex Regel (1879)
- Cymbidium sparkesii Rendle (1898)
- Cymbidium canaliculatum var. sparkesii (Rendle) F.M. Bailey (1913)
- Cymbidium canaliculatum f. aureolum Rupp (1934)
- Cymbidium canaliculatum f. fuscum Rupp (1934)
- Cymbidium canaliculatum f. inconstans Rupp (1934)
- Cymbidium canaliculatum var. marginatum Rupp (1934)
- Cymbidium canaliculatum f. purpurascens Rupp (1934)
- Cymbidium canaliculatum var. barrettii Nicholls (1942)[2][3]

## Nombre común
- Castellano: orquídea banana, orquídea negra de Queensland.